# 11月8日
11月8日（じゅういちがつようか）は、グレゴリオ暦で年始から312日目（閏年では313日目）にあたり、年末まであと53日ある。

## できごと

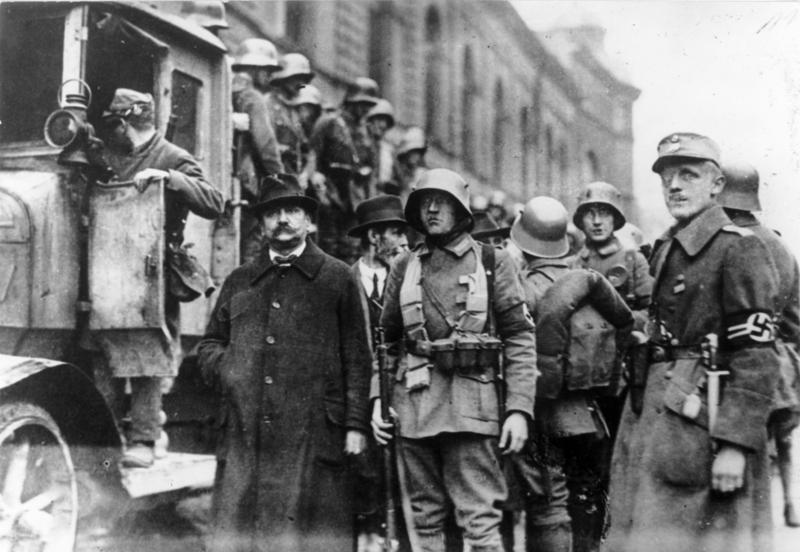
ミュンヘン一揆勃発(1923)

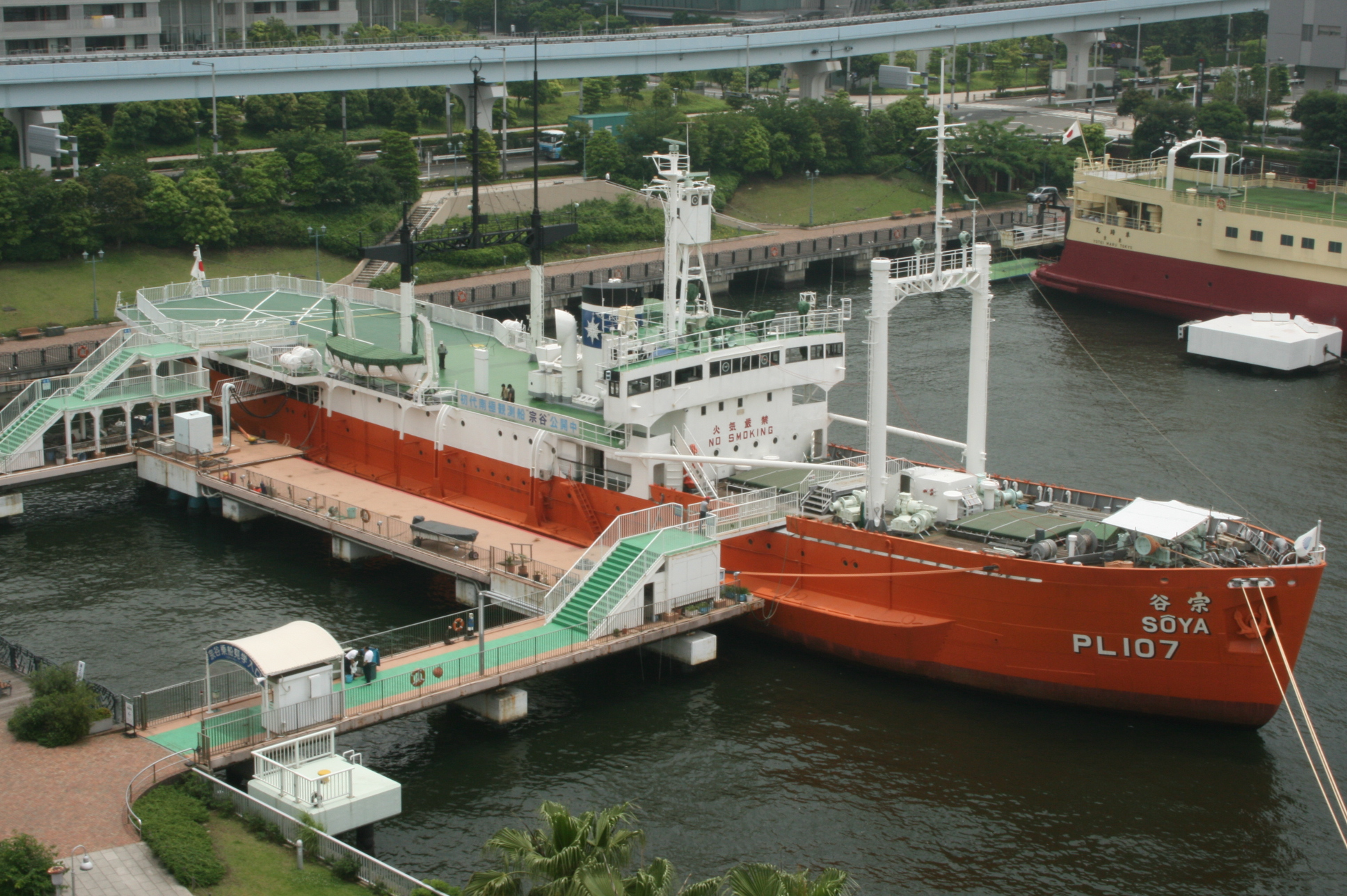
第1次南極観測隊出発(1956)。画像は初代宗谷。

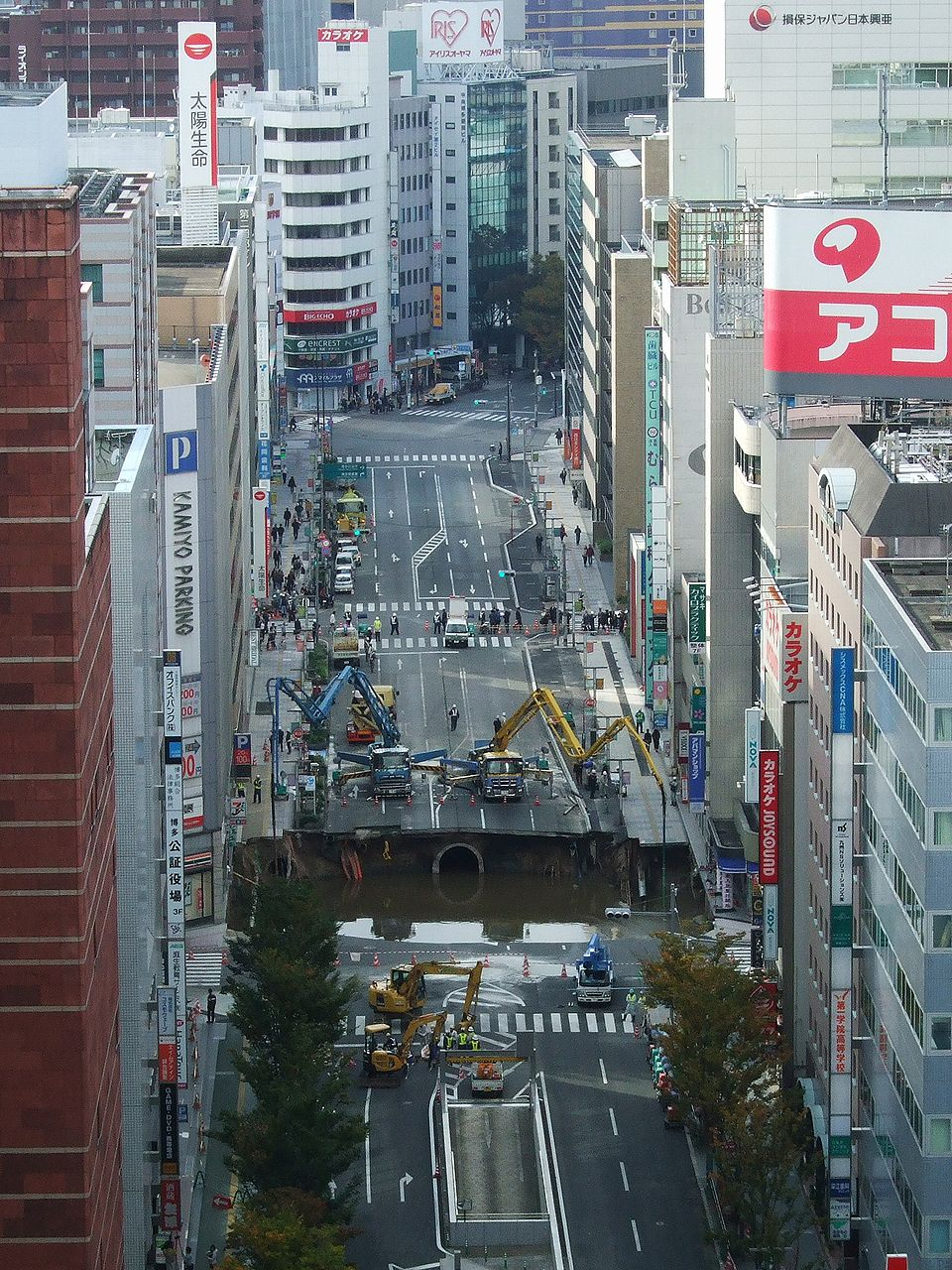
福岡市地下鉄七隈線陥没事故(2016)

- 1519年 - スペインの探検家エルナン・コルテスがアステカ帝国の首都テノチティトランに進軍。メキシコ征服を開始。
- 1520年 - ストックホルムの血浴。スウェーデンのカルマル同盟からの独立運動を鎮圧した国王クリスチャン2世が、スウェーデン人の反乱指導者ら100名以上を捕え、翌日処刑。
- 1620年 - 三十年戦争: 白山の戦い。
- 1745年 - ジャコバイト蜂起: 若僭王チャールズがスコットランドからイングランドに侵攻。（カロデンの戦いの前哨戦）
- 1853年 - ジョン・ハインドが小惑星「エウテルペ」を発見。
- 1861年 - 南北戦争: トレント号事件起こる。
- 1864年 - 北部の24州のみで1864年アメリカ合衆国大統領選挙の投票が行われ、エイブラハム・リンカーンが再選。
- 1889年 - モンタナ準州が州に昇格し、アメリカ合衆国41番目の州・モンタナ州となる。
- 1892年 - 1892年アメリカ合衆国大統領選挙の投票が行われ、前職のグロバー・クリーブランドが現職のベンジャミン・ハリソンを破って返り咲きを果たす。
- 1895年 - ヴィルヘルム・レントゲンがX線を発見。
- 1895年 - 三国干渉: 日本と清との間で「遼東半島還付条約」に調印。
- 1896年 - 神宮司庁蔵版『古事類苑』の刊行開始。
- 1898年 - 日本で山縣有朋が第9代内閣総理大臣に就任し、第2次山縣内閣が発足。
- 1923年 - ミュンヘンのビアホール「ビュルガーブロイケラー」でアドルフ・ヒトラー率いるナチス一派がバイエルン首脳部を拘束、ミュンヘン一揆が起こる。
- 1932年 - 1932年アメリカ合衆国大統領選挙が行われ、フランクリン・ルーズベルトが現職のハーバート・フーヴァーを破って初当選。
- 1933年 - アフガニスタン国王ムハンマド・ナーディル・シャーが暗殺され、ザーヒル・シャーが即位。
- 1933年 - 東京競馬場が開場[1]。
- 1934年 - 新潟県佐渡島沖合で朝鮮郵船の「羅南丸（1252トン）」が船倉から出火後に沈没。乗組員41人が死亡[2]
- 1939年 - 大日本映画協会設立。
- 1939年 - ゲオルク・エルザーによるヒトラー暗殺未遂事件が起こる。
- 1942年 - 第二次世界大戦: トーチ作戦開始。
- 1942年 - 第二次世界大戦: カサブランカ沖海戦。
- 1947年 - 道路交通法の前身である道路交通取締法が公布。
- 1950年 - 朝鮮戦争: 米軍のジェット戦闘機F-80が北朝鮮軍のMiG-15を撃墜。史上初のジェット機戦。
- 1956年 - 南極観測船「宗谷」により、日本初の南極観測隊（南極地域観測予備隊）が南極に向け晴海ふ頭から出航[3]。
- 1957年 - パンアメリカン航空007便失踪事故。
- 1957年 - イギリスによる初めて成功した多段階熱核反応兵器実験。（グラップル X）
- 1960年 - 1960年アメリカ合衆国大統領選挙の投票が行われ、史上最年少となる43歳のジョン・F・ケネディがリチャード・ニクソンを破って当選。
- 1962年 - 平壌放送において金日成放送大学の放送開始。
- 1965年 - イギリス領インド洋地域が成立。
- 1965年 - 『11PM』（日本テレビ系列）放送開始。
- 1972年 - 世界的ペイチャンネル、『HBO』開局。
- 1972年 - 当時フランスで非合法とされた堕胎を補助した成人4名の裁判が行われた。ジゼル・アリミ弁護士を代理人としたこの裁判はヴェイユ法成立の布石となった。(ボビニー裁判)
- 1987年 - 岡本綾子がLPGAツアーで初のアメリカ人以外の賞金女王となる[4]。
- 1988年 - 1988年アメリカ合衆国大統領選挙の投票が行われ、ジョージ・H・W・ブッシュが初当選。
- 2000年 - ハーグ事件で国際手配になっていた日本赤軍最高幹部の重信房子が逮捕。
- 2002年 - イラク戦争・イラク武装解除問題: 国連安保理でイラクの武装解除を求める安保理決議1441が採択。
- 2004年 - イラク戦争・ファルージャの戦闘: 米軍によるファルージャ市街掃討作戦「新たな夜明け」が始まる。
- 2009年 - Jリーグ・ジェフユナイテッド市原・千葉が前身の古河電工サッカー部時代を含め、クラブ史上初のJ2降格。
- 2011年 - オリンパスが1990年代からの約20年間に亘る損失隠しを発表し、巨額不正経理問題に発展（オリンパス事件）。副社長・森久志が解任される。
- 2011年 - 23時28分 (UTC) に、直径400メートルの308635番小惑星2005 YU55が地球から32万5000キロメートルのところを通過。観測史上初めて、直径が100メートルを超える小惑星が月の軌道の内側に入り込んだ。
- 2013年 - フィリピンに台風30号が上陸し、甚大な被害が出る。
- 2016年 - 福岡市博多区で、博多駅付近のはかた駅前通り下でトンネル工事中に陥没事故が発生[5]。
- 2016年 - 2016年アメリカ合衆国大統領選挙の投票が行われ、ドナルド・トランプが初当選。
- 2018年 - アメリカ・カリフォルニア州で大規模な山火事が発生[6]。
- 2020年 - 読売ジャイアンツ・坂本勇人がNPB史上2番目の年少記録(右打者としては最年少)となる31歳11ヶ月で通算2000本安打を達成。
- 2022年 - 皆既月食と天王星食が同時に観測される。

## 誕生日

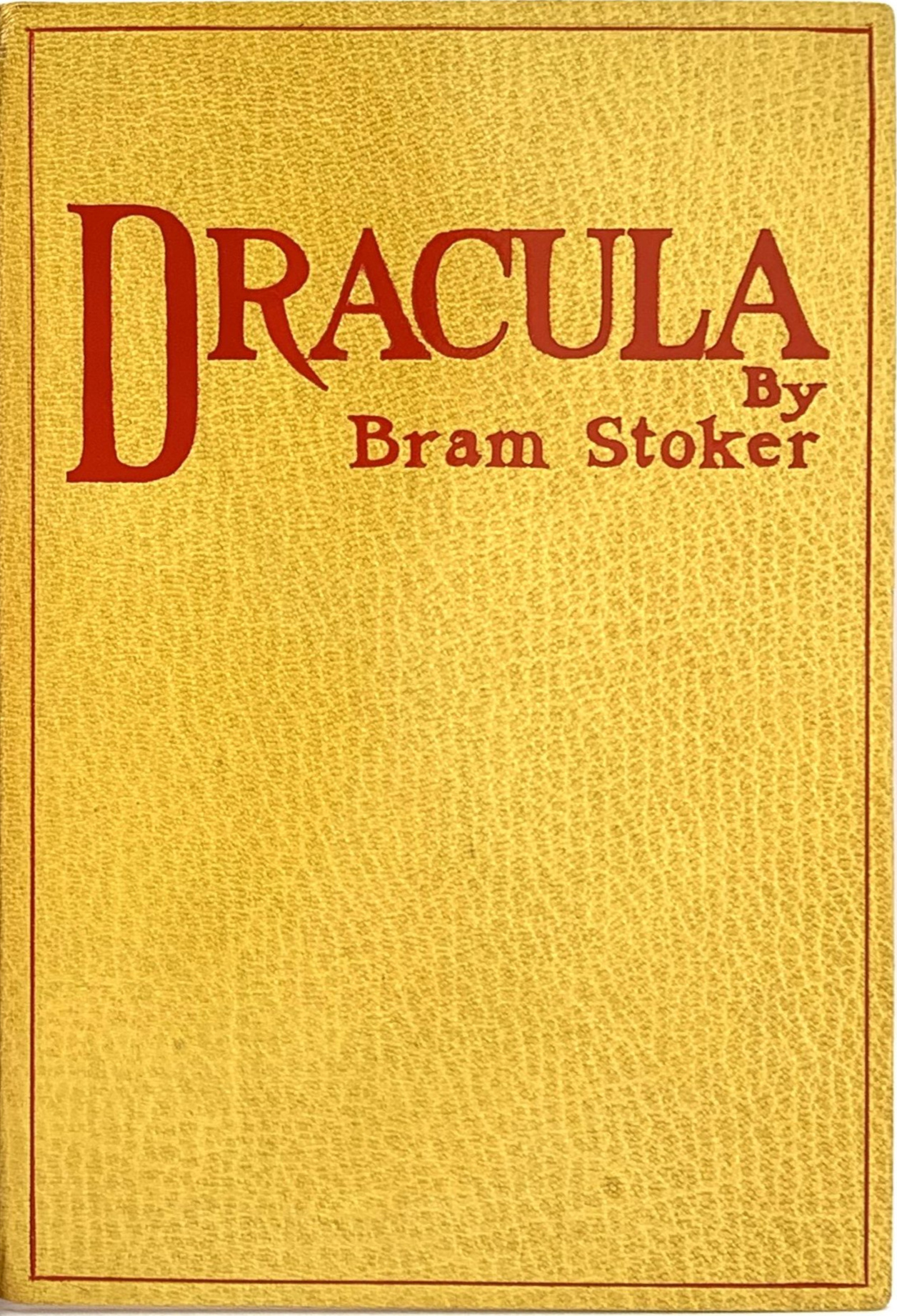
小説家ブラム・ストーカー(1847-1912)誕生。画像は『吸血鬼ドラキュラ』初版模造表紙。

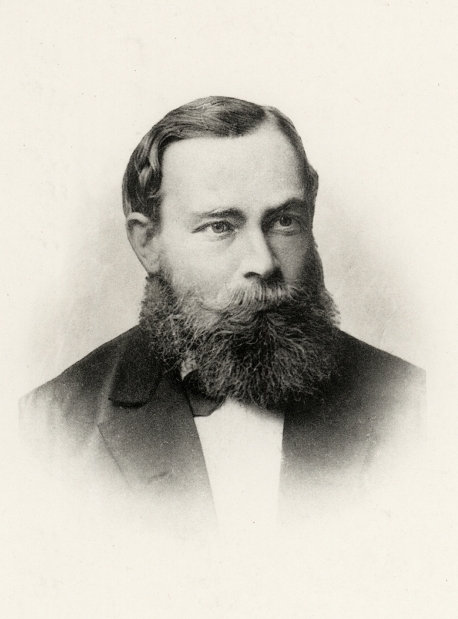
分析哲学の始祖ゴットロープ・フレーゲ(1848-1925)誕生。

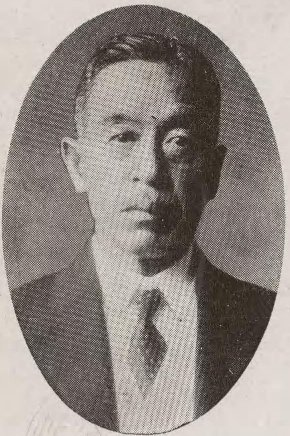
第18代京都府知事大海原重義(1882-1940)誕生。府知事在任中舞鶴港を修築したほか、京都府の財政を市部・郡部・連帯の三つにわける「三部制経済」の撤廃を遂行した。

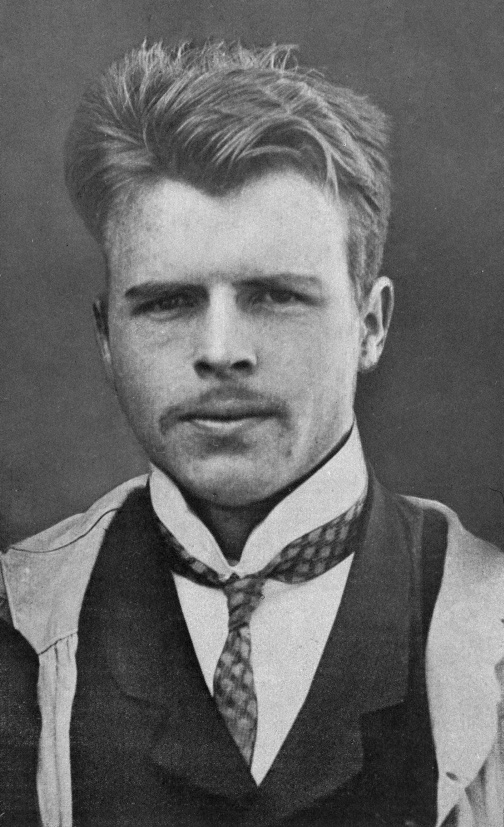
心理療法家ヘルマン・ロールシャッハ(1884-1922)誕生。

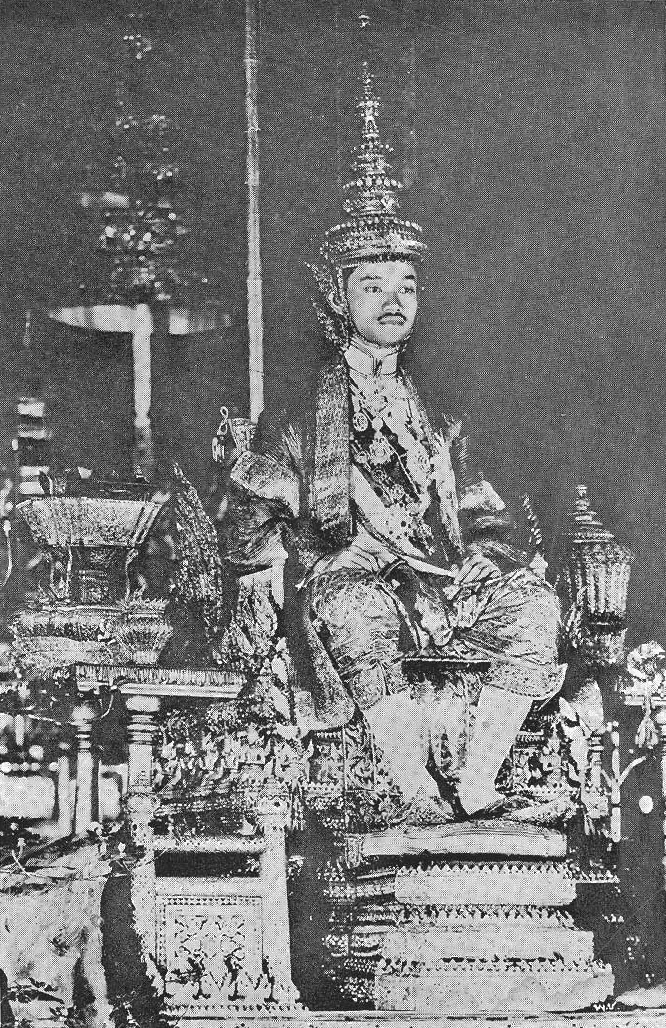
タイ王国最後の絶対君主、ラーマ7世(1893-1941)誕生。

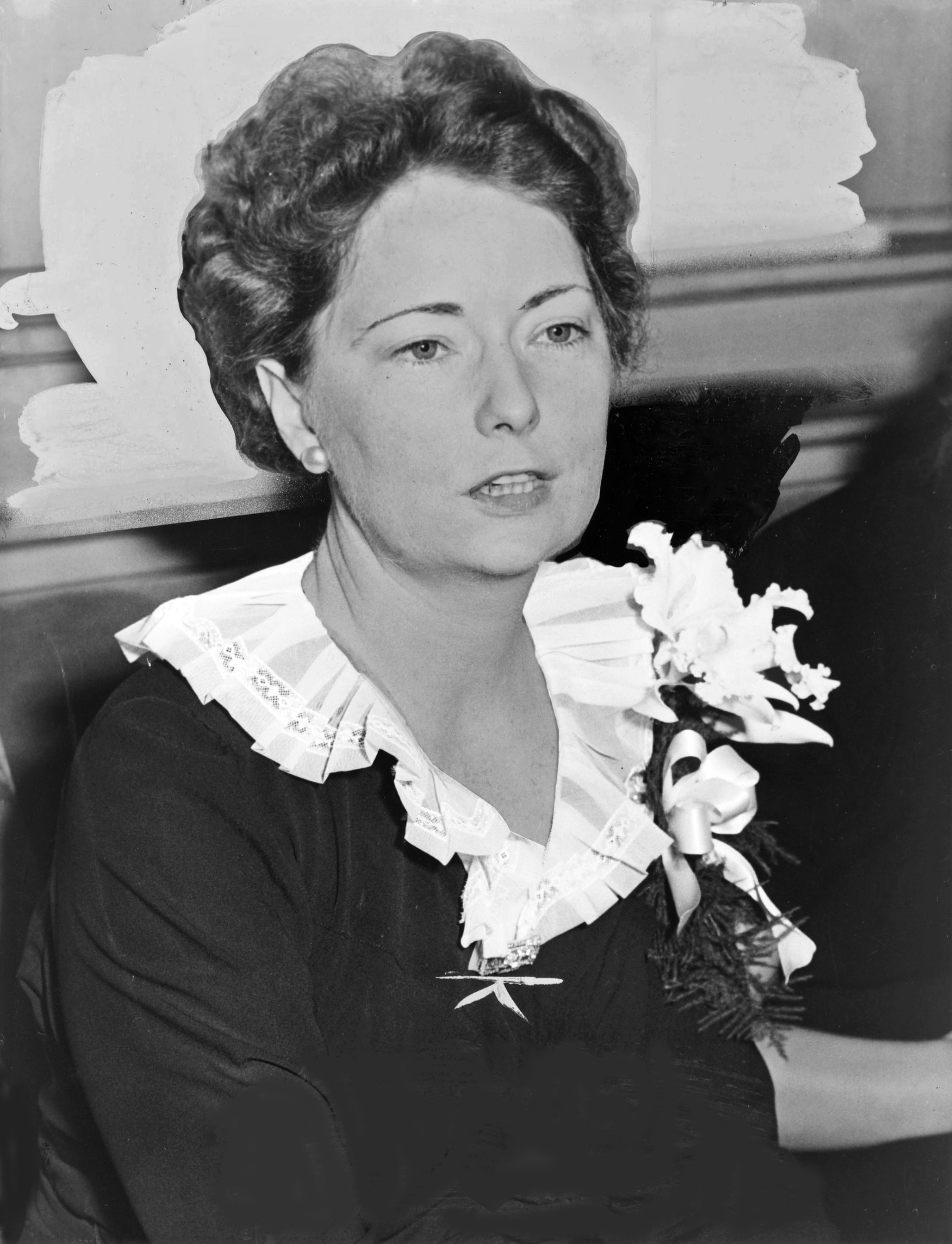
小説家マーガレット・ミッチェル(1900-1949)誕生。『風と共に去りぬ』の作者。

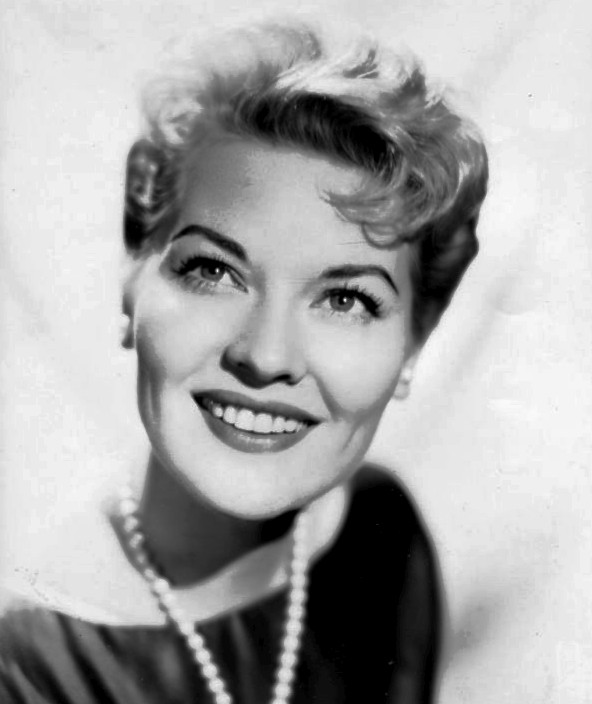
歌手パティ・ペイジ(1927-2013)誕生。代表曲は『テネシーワルツ』(1950)誕生。

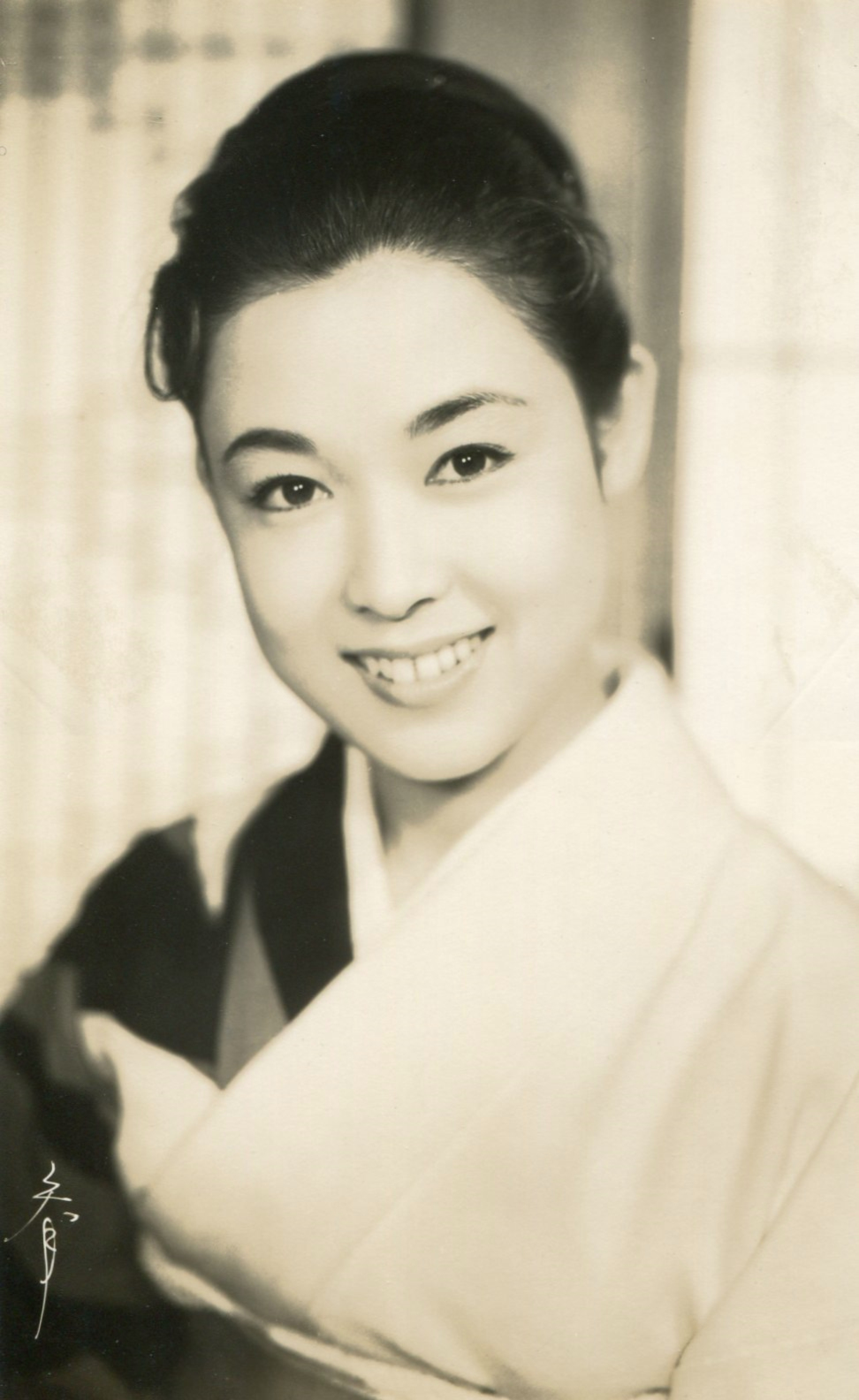
女優若尾文子(1933-)誕生。

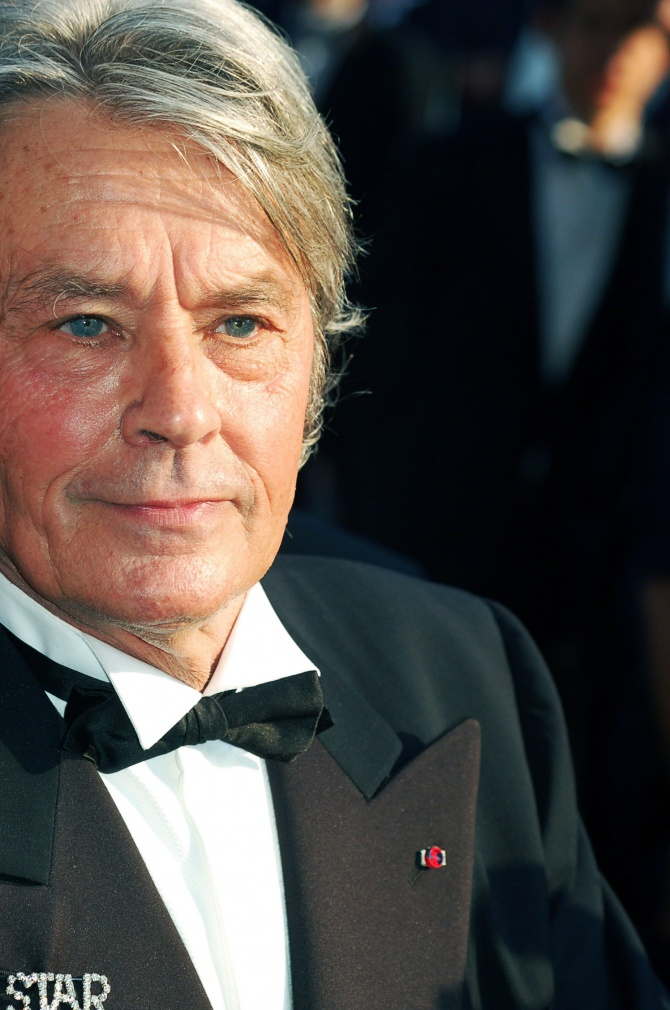
映画俳優アラン・ドロン(1935-2024)誕生。

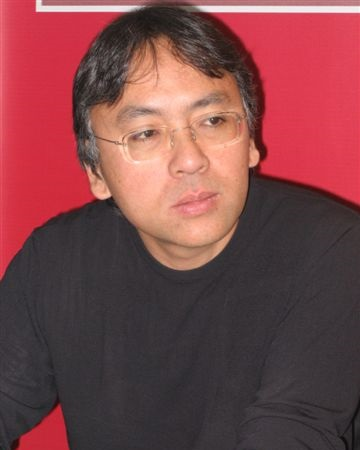
小説家カズオ・イシグロ(1954-)誕生。

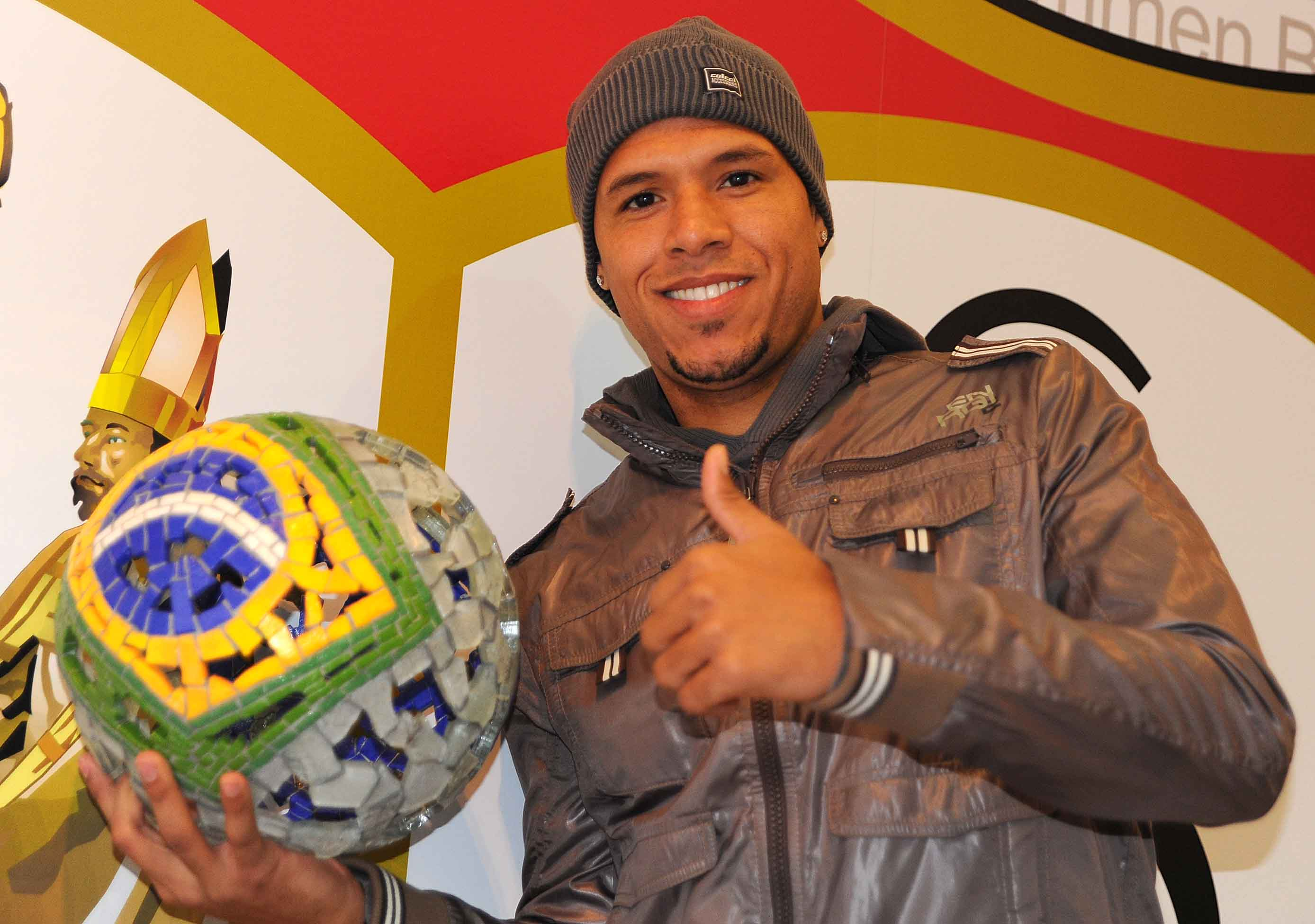
サッカー元ブラジル代表、ルイス・ファビアーノ(1980-)誕生。

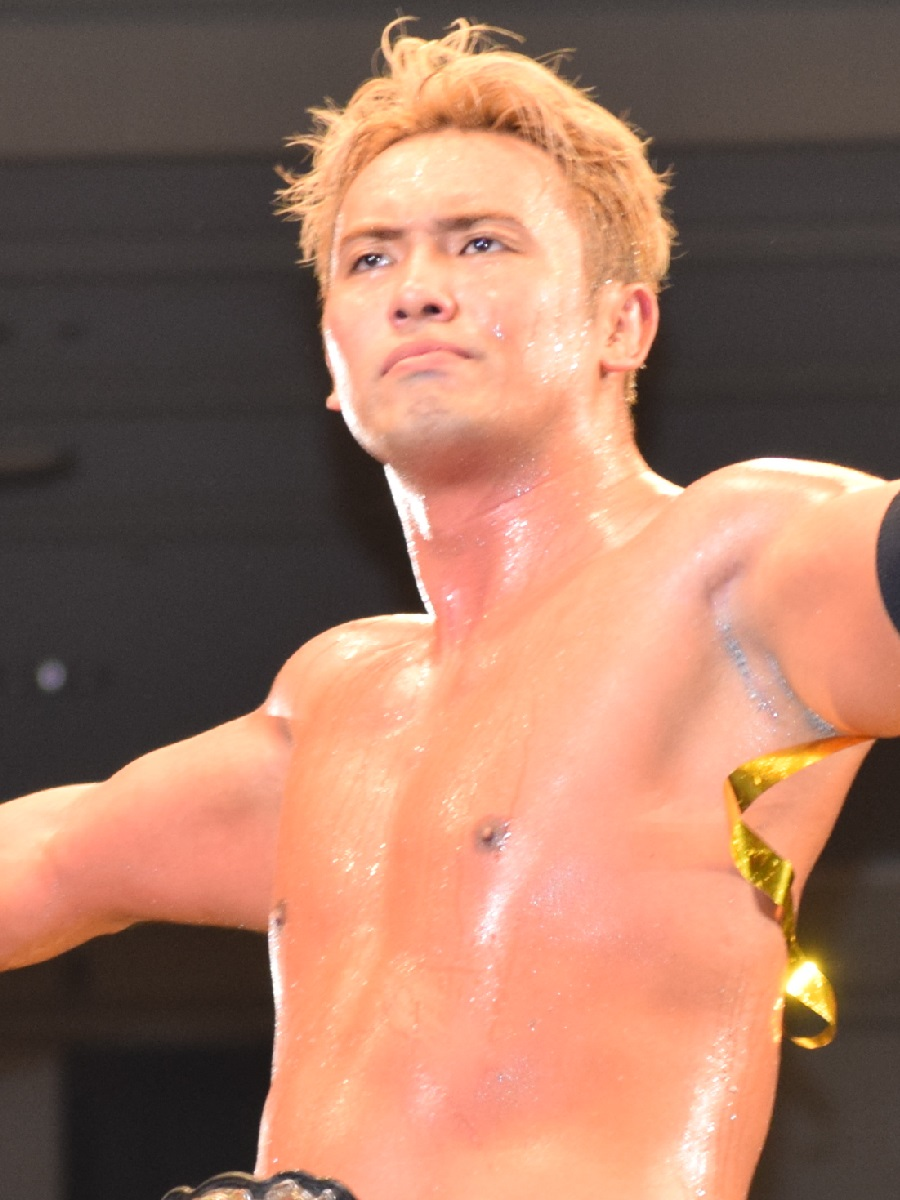
プロレスラーオカダ・カズチカ(1987-)誕生。

- 1675年（延宝3年9月21日） - 榊原政邦、姫路藩初代藩主（+ 1726年）
- 1737年 - ブルニー・ダントルカストー、探検家（+ 1793年）
- 1749年（寛延2年9月29日） - 稲葉正諶、淀藩第7代藩主（+ 1806年）
- 1760年 - アセンシオ・フリア、画家（+ 1832年）
- 1838年（天保9年9月22日） - 板倉勝弘、庭瀬藩第11代藩主・子爵（+ 1909年）
- 1838年（天保9年9月22日） - 京極高陳、峰山藩第12代藩主（+ 1893年）
- 1840年 - 初代ロスチャイルド男爵ナサニエル・ロスチャイルド、銀行家、政治家（+ 1915年）
- 1846年（弘化3年9月20日） - 飯淵七三郎、政治家、銀行家（+ 1926年）
- 1847年 - ブラム・ストーカー、小説家（+ 1912年）
- 1848年 - ゴットロープ・フレーゲ、数学者、論理学者、思想家（+ 1925年）
- 1869年 - フェリックス・ハウスドルフ、数学者（+ 1942年）
- 1872年 - イェオリ・シュネーヴォイクト、指揮者、チェリスト（+ 1947年）
- 1881年 - ロベール・エスノー＝ペルトリ、飛行機設計者（+ 1957年）
- 1881年 - アルベール・グレーズ、画家（+ 1953年）
- 1882年 - 大海原重義、元内務省神社局長、元山梨県・岡山県・京都府知事（+ 1940年）
- 1884年 - ヘルマン・ロールシャッハ、精神病理学者（+ 1922年）
- 1885年 - 山下奉文、陸軍大将（+ 1946年）
- 1885年 - 田波御白、歌人（+ 1913年）
- 1892年 - 神戸眞、政治家（+ 1967年）
- 1892年 - 平林初之輔、作家（+ 1931年）
- 1893年 - ラーマ7世、タイ・チャクリー王朝第7代国王（+ 1941年）
- 1899年 - 亘四郎、政治家、公選第7・8代新潟県知事（+ 1977年）
- 1900年 - 山内みな、社会運動家（+ 1990年）
- 1900年 - マーガレット・ミッチェル、小説家（+ 1949年）
- 1909年 - アルベルト・エレーデ、指揮者（+ 2001年）
- 1913年 - 団藤重光、刑法学者、東京大学名誉教授、元最高裁判所判事（+ 2012年）
- 1913年 - 鈴木芳太郎、プロ野球選手（+ 1978年）
- 1914年 - 三宅洋一郎、音楽家、ピアニスト、合唱指揮者、元フェリス女学院短期大学学長（+ 1994年）
- 1916年 - ハンス・バイスヴェンガー、ドイツ空軍のエース・パイロット（+ 1943年）
- 1916年 - ペーター・ヴァイス、小説家、劇作家・美術作家（+ 1982年）
- 1917年 - ミハイル・ゴルトシュタイン、ヴァイオリニスト、作曲家（+ 1989年）
- 1918年 - ヘルマン・ツァップ、書体デザイナー（+ 2015年）
- 1920年 - 三橋敏雄、俳人（+ 2001年）
- 1922年 - 鈴木圭一郎、プロ野球選手（+ 2011年）
- 1923年 - ジャック・キルビー、電子技術者（+ 2005年）
- 1927年 - パティ・ペイジ、歌手（+ 2013年）
- 1927年 - 浦井洋、政治家（+ 2015年）
- 1928年 - 寺村輝夫、児童文学作家（+ 2006年）
- 1930年 - 喜早哲、歌手（ダークダックス）（+ 2016年）
- 1931年 - 川村たかし、児童文学作家（+ 2010年）
- 1931年 - ジョージ・マチューナス、現代美術家（+ 1978年）
- 1933年 - 若尾文子、女優
- 1933年 - 神田昌男、元プロ野球選手
- 1934年 ｰ 谷道夫、歌手（元デューク・エイセス）
- 1935年 - アラン・ドロン、元俳優（+ 2024年）
- 1937年 - 樺美智子、学生運動家（+ 1960年）
- 1938年 - 中野淳一、実業家、初代野村不動産ホールディングス社長（+ 2007年）
- 1940年 - 横手丘二、撮影技師、映画カメラマン
- 1940年 - 鷲澤正一、政治家、実業家（+ 2022年）
- 1942年 - 岡本章生、トランペット奏者（岡本章生とゲイスターズ）
- 1943年 - 路加奈子、歌手、女優
- 1943年 - マーティン・ピータース、サッカー選手 (+ 2019年)
- 1945年 - 渚ゆう子、歌手
- 1945年 - 橋本克彦、ノンフィクション作家
- 1945年 - 嶋田功、騎手、調教師（+ 2020年）
- 1946年 - 金沢和良、元プロボクサー、元キックボクサー
- 1946年 - フース・ヒディンク、元サッカー選手、指導者
- 1947年 - 尾高忠明、指揮者
- 1949年 - 大田垣耕造、アマチュア野球指導者
- 1950年 - 清乃華玉誉、元力士
- 1950年 - 高田和子、三味線奏者、箏曲家、三絃奏者（+ 2007年）
- 1951年 - 稲葉実、声優
- 1951年 - 北川知克、政治家（+ 2018年）
- 1952年 - 堺正幸、フリーアナウンサー
- 1952年 - ジョン・デニー、元プロ野球選手
- 1952年 - 仁科鳩美、女優（+ 1979年）
- 1953年 - 島田裕巳、宗教学者、小説家
- 1954年 - カズオ・イシグロ、小説家
- 1955年 - 高宮俊介、声優
- 1957年 - 木戸衛一、政治学者
- 1958年 - 三好和義、写真家
- 1958年 - 村林聡、実業家、元三菱UFJフィナンシャル・グループCIO・三菱UFJリサーチ&コンサルティング社長
- 1958年 - 渡辺敏之、元アナウンサー
- 1959年 - ジェームス小野田、歌手、俳優（米米CLUB）
- 1959年 - 高田覚、実業家
- 1959年 - 森田美由紀、NHKアナウンサー
- 1960年 - 池田さとみ、漫画家
- 1962年 - 高川裕也、俳優、ナレーター、演出家
- 1962年 - 平田オリザ、劇作家、演出家
- 1962年 - 笠浩二、ミュージシャン（C-C-B）（+ 2022年）
- 1963年 - 藤本博史、元プロ野球選手、監督
- 1963年 - 雪野智世、フリーアナウンサー
- 1964年 - 高橋のぼる、漫画家
- 1965年 - 貴山侑哉、俳優
- 1965年 - 増田俊也、小説家、ノンフィクション作家
- 1966年 - 平井光親、元プロ野球選手
- 1966年 - 古賀豪紀、元プロ野球選手
- 1966年 - ゴードン・ラムゼイ、シェフ
- 1967年 - 初風緑、女優、元宝塚歌劇団専科男役スター
- 1967年 - エリック・アンソニー、元プロ野球選手
- 1969年 - 三遊亭愛楽、落語家
- 1970年 - ダイアナ・キング、歌手
- 1971年 - 日暮愛葉、歌手（日暮愛葉 and LOVES!、SEAGULL SCREAMING KISS HER KISS HER）
- 1971年 - ケリー・ハリソン、野球選手
- 1971年 - 安田周一郎、元プロ野球選手（+ 2025年）
- 1972年 - 清水順二、俳優、殺陣師
- 1973年 - 福井晶一、俳優
- 1973年 - 神谷和宏、教育者、評論家
- 1973年 - 芝幸太郎、実業家
- 1973年 - 時津海正博、元大相撲力士、年寄16代時津風
- 1973年 - 濱野谷憲吾、競艇選手
- 1973年 - エドガルド・アルフォンゾ、元プロ野球選手
- 1973年 - 磯崎亜紀子、元女優
- 1974年 - 岸本斉史、漫画家
- 1974年 - 岸本聖史、漫画家
- 1974年 - 中越豊光、元騎手
- 1974年 - 日出ノ国太子郎、元大相撲力士、格闘家
- 1975年 - 金子誠、元プロ野球選手
- 1975年 - 木村茂、元プロ野球選手
- 1975年 - 坂口憲二、俳優
- 1975年 - 神野崇、俳優
- 1976年 - 安藤亮司、俳優
- 1976年 - 香坂あかね、アナウンサー
- 1977年 - 佐分千恵、フリーアナウンサー
- 1977年 - 天野香寿美、フリーアナウンサー
- 1977年 - ニック・プント、元プロ野球選手
- 1978年 - 岸田健作、タレント
- 1978年 - 吉川京輔、元サッカー選手、指導者
- 1978年 - イワン・ディネフ、フィギュアスケート選手
- 1979年 - エレーナ・イワノワ、フィギュアスケート選手
- 1979年 - 笹川隆、元プロ野球選手
- 1979年 - アーロン・ヒューズ、サッカー選手
- 1979年 - ブランドン・フォーサイス、フィギュアスケート選手
- 1979年 - ダニア・ラミレス、女優
- 1980年 - 前田真理子、元アナウンサー
- 1980年 - 上本達之、元プロ野球選手
- 1980年 - ルイス・ファビアーノ、元サッカー選手
- 1980年 - ビクトル・マルテ、元プロ野球選手
- 1981年 - ジョー・コール、元サッカー選手
- 1982年 - 仙波恵理、女優
- 1982年 - 小林正典、歌手、声優
- 1982年 - 清水千浪、車いすバスケットボール選手
- 1982年 - 阮經天、俳優
- 1983年 - 天谷宗一郎、元プロ野球選手
- 1983年 - 金子千尋、元プロ野球選手
- 1983年 - パヴェル・ポグレブニャク、サッカー選手
- 1984年 - 三津谷葉子、女優、グラビアアイドル
- 1984年 - 三好絵梨香、女優、歌手、アイドル（元美勇伝）
- 1984年 - 海野紀恵、フリーアナウンサー、僧侶
- 1984年 - 鈴木謙太郎、競輪選手
- 1984年 - 池原シーサー久美子、元プロボクサー
- 1985年 - ダーウィン・バーニー、元プロ野球選手
- 1986年 - 植田豊、総合格闘家
- 1986年 - 永森大智、騎手
- 1986年 - 堀雅哉、グルメリポーター
- 1986年 - DJ SHIMA☆YURI、DJ、タレント
- 1986年 - パオロ、タレント
- 1987年 - 高橋メアリージュン、モデル、女優
- 1987年 - オカダ・カズチカ、プロレスラー
- 1987年 - 小林崇志、レーシングドライバー
- 1987年 - 松本育代、元野球選手
- 1988年 - 高宮まり、プロ雀士
- 1988年 - 田島穂奈美、女優
- 1988年 - ヤズマニ・グランダル、プロ野球選手
- 1989年 - 浅倉秋成、小説家
- 1989年 - 小林涼子、女優、モデル
- 1989年 - 富樫麗加、競艇選手
- 1989年 - 村上瑠美奈、アイドル（元predia）
- 1989年 - ジャンカルロ・スタントン、プロ野球選手
- 1990年 - 川内鮮輝、陸上競技選手
- 1990年 - 紫村仁美、陸上競技選手
- 1990年 - ケイトリン・グッド、フィギュアスケート選手
- 1990年 - 広野あさみ、スノーボード選手
- 1990年 - SZA、シンガーソングライター
- 1991年 - 森岡千晴、タレント、歌手
- 1991年 - 富士田明彦、囲碁棋士
- 1991年 - 男澤寛太[7]、雀士
- 1992年 - 森詩織、アイドル（元PASSPO☆）
- 1992年 - たかだすみれ、シンガーソングライター
- 1992年 - 川瀬浩太、サッカー選手
- 1993年 - 宮崎唯、声優
- 1993年 - 槻島もも、コドライバー、元アイドル（元BOSO娘）
- 1993年 - 新井一耀、サッカー選手
- 1993年 - 古山瑛翔、元サッカー選手、指導者
- 1993年 - イ・ジアン、アイドル（IMFACT）
- 1993年 - シネイド・ジャック、バレーボール選手
- 1994年 - 富永勇也、俳優
- 1994年 - 吉野恭平、サッカー選手
- 1994年 - 長坂拓海、フットサル選手
- 1994年 - ジョアン・タバーレス、プロ野球選手
- 1994年 - 肥川彩愛、元タレント（元NMB48）
- 1995年 - 藤井千帆、女優
- 1995年 - 桃月なしこ、コスプレイヤー、女優
- 1995年 - 都築里佳、アイドル（元SKE48）
- 1995年 - 渡邊佑樹、プロ野球選手
- 1995年 - 若杉好輝、サッカー選手
- 1995年 - オナイウ阿道、サッカー選手
- 1995年 - 長谷川凌汰、元プロ野球選手
- 1996年 - 小林陵侑、スキージャンプ選手
- 1996年 - 塩尻和也、陸上競技選手
- 1996年 - 馬場有加、女優
- 1996年 - 岡美都希、プロ野球選手
- 1997年 - 二五田大輔、バレーボール選手
- 1997年 - 川﨑一輝、サッカー選手
- 1997年 - 知念哲矢、サッカー選手
- 1997年 - 大西広樹、プロ野球選手
- 1997年 - キム・チェウォン、アイドル（元Aplil）
- 1997年 - 羽生拓矢、陸上競技選手
- 1998年 - 廣原理紗、アイドル（元ユメオイ少女）
- 1998年 - 藤武剛、サッカー選手
- 1999年 - 真下華穂、アイドル（元NGT48）
- 1999年 - 大塚大雅、モデル、タレント
- 1999年 - 伊藤稜、プロ野球選手
- 1999年 - 日下太平、ラグビー選手
- 2000年 - 福田愛依、タレント
- 2000年 - 倉野尾成美、アイドル（AKB48）
- 2000年 - 来栖りん、アイドル、声優（蓮ノ空女学院スクールアイドルクラブ、元26時のマスカレイド）
- 2000年 - 水野舞菜、アイドル（元ラストアイドル）
- 2000年 - ミユキエンジェル、アイドル（元豆柴の大群）
- 2000年 - 岡本愛衣、アナウンサー
- 2001年 - 日向奈央、VRアイドル（えのぐ）
- 2002年 - 山本愛梨、アイドル、歌手（×純文学少女歌劇団、元ラストアイドル）
- 2002年 - 熊田胡々、元子役
- 2002年 - 高田優音、タレント
- 2002年 - 岐津舞、女優
- 2004年 - 中尾壮位、俳優
- 2004年 - 吉池隆真、将棋棋士
- 2004年 - 長坂拓海、フットサル選手
- 2005年 - 坂田心咲、アイドル（NMB48）
- 2006年 - 佐藤ひなた、モデル
- 2006年 - 的野美青、アイドル（櫻坂46）
- 2006年 - 鈴木大馳、サッカー選手
- 生年不詳 - 霜月紫、俳優、声優、タレント
- 生年不詳 - 秋吉徹、声優
- 生年不詳 - 紫月杏朱彩[8]、声優
- 生年不詳 - 牧野天音[9]、声優
- 生年不詳 - 大橋勇人、声優
- 生年不詳 - 越智千文、漫画家、イラストレーター
- 生年不詳 - 犬、漫画家

## 忌日

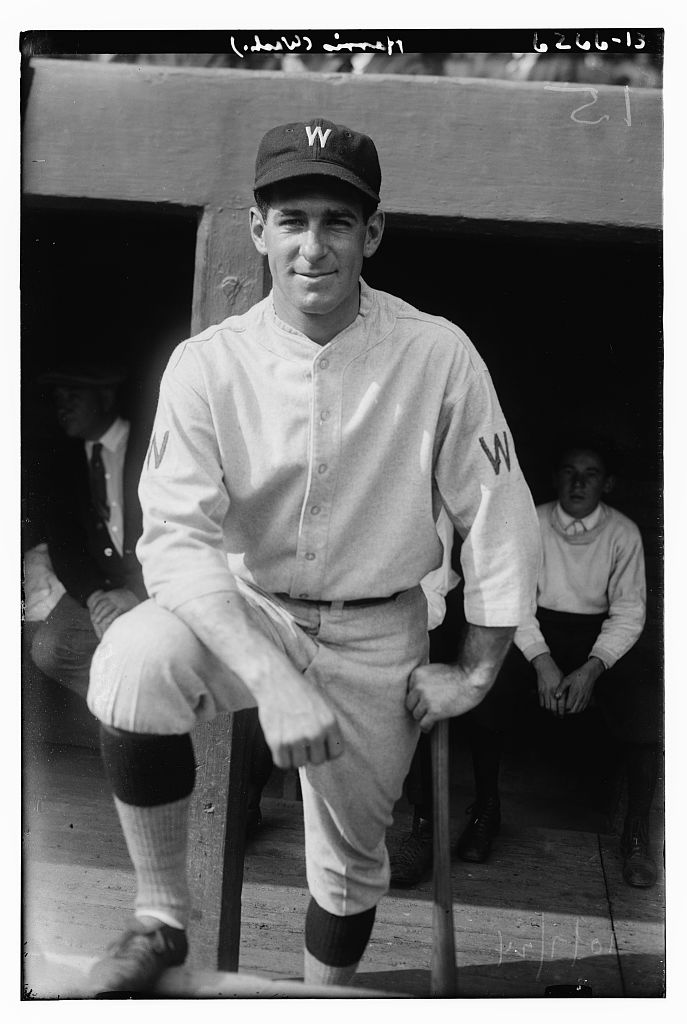
野球監督として2度のワールドシリーズを制した、バッキー・ハリス(1896-1977)没。

- 1226年 - ルイ8世、フランス王（* 1187年）
- 1246年 - ベレンゲラ、カスティーリャ女王（* 1180年）
- 1308年 - ヨハネス・ドゥンス・スコトゥス、神学者、哲学者（* 1266年?）
- 1494年 - メロッツォ・ダ・フォルリ、画家（* 1438年頃）
- 1517年 - フランシスコ・ヒメネス・デ・シスネロス、スペインの摂政、枢機卿（* 1436年）
- 1584年（天正2年10月6日） - 蘆名盛隆、陸奥国の戦国大名（* 1561年）
- 1599年 - フランシスコ・ゲレーロ、作曲家（* 1528年）
- 1606年 - ジローラモ・メルクリアーリ（英語版）、文献学者、医師（* 1530年）
- 1674年 - ジョン・ミルトン、詩人（* 1608年）
- 1719年 - ミシェル・ロル、数学者（* 1652年）
- 1773年 - フリードリヒ・ヴィルヘルム・フォン・ザイトリッツ、軍人、プロイセン王国騎兵大将（* 1721年）
- 1817年 - アンドレア・アッピアーニ、画家（* 1754年）
- 1830年 - フランチェスコ1世、両シチリア王（* 1777年）
- 1830年 - シルベスター・シチェドリン（英語版）、画家（* 1791年）
- 1877年 - カレル・サビナ、作家、ジャーナリスト（* 1813年）
- 1879年 - マーガレット・オニール・イートン、ジョン・ヘンリー・イートンの夫人（* 1799年）
- 1887年 - ドク・ホリデイ、ガンマン、賭博師（* 1851年）
- 1890年 - セザール・フランク、作曲家（* 1822年）
- 1894年 - 仮名垣魯文、戯作者（* 1829年）
- 1894年 - キング・ケリー、プロ野球選手（* 1857年）
- 1903年 - ヴァシーリー・ドクチャーエフ、地質学者、土壌科学者（* 1846年）
- 1908年 - ウィリアム・エドワード・エアトン、物理学者（* 1847年）
- 1918年 - アニー・トラクエア・ラング（英語版）、画家（* 1885年）
- 1923年 - 大森房吉、地震学者（* 1868年）
- 1924年 - セルゲイ・リャプノフ、作曲家、ピアニスト（* 1859年）
- 1926年 - 渡瀬寅次郎、教育者、農業者、東京中学院初代学院長、東京興農園創立者（* 1859年）
- 1933年 - 上原勇作、陸軍軍人、元帥（* 1856年）
- 1934年 - カルロス・シャーガス（ポルトガル語版）、医学者、公衆衛生医、シャーガス病発見者（* 1879年）
- 1935年 - チャールズ・キングスフォード・スミス、冒険家、飛行士（* 1897年）
- 1941年 - 瀬戸口藤吉、大日本帝国海軍軍楽師、作曲家（* 1868年）
- 1944年 - ヴァルター・ノヴォトニー、パイロット（* 1920年）
- 1952年 - ハロルド・イニス、経済学者、社会学者（* 1894年）
- 1953年 - イヴァン・ブーニン、小説家（* 1870年）
- 1960年 - エルンスト・ボイトラー（英語版）、文学史家、ゲーテ研究者（* 1885年）
- 1962年 - ウィリス・オブライエン、SFX作家（* 1886年）
- 1964年 - 三遊亭金馬 (3代目)、落語家（* 1894年）
- 1968年 - 黒田チカ、化学者（* 1884年）
- 1968年 - 箕作祥一、植物遺伝学者、元日本大学教授（* 1920年）
- 1969年 - ヴェスト・スライファー、天文学者（* 1875年）
- 1970年 - ナポレオン・ヒル、自己啓発書作家（* 1883年）
- 1970年 - ジョージ・オットー・ゲイ、生物学者（* 1899年）
- 1971年 - 三角寛、小説家、山窩（サンカ）作家、映画館経営者（* 1903年）
- 1971年 - 中馬馨、政治家、第13代大阪市長（* 1904年）
- 1973年 - 三宮四郎、実業家、初代京王帝都電鉄（現：京王電鉄）社長（* 1897年）
- 1974年 - 井上武士、作曲家（* 1894年）
- 1977年 - バッキー・ハリス、プロ野球選手、監督、アメリカ野球殿堂（* 1896年）
- 1978年 - ノーマン・ロックウェル、画家（* 1894年）
- 1981年 - 小森敏之、実業家、丸大食品創業者（* 1922年）
- 1983年 - ベティ・ナットール、テニス選手（* 1911年）
- 1985年 - ニコラ・フランツ、自転車競技選手（* 1899年）
- 1985年 - ジャーク・ヒニズドフスキー、画家、版画家、彫刻家、装幀家（* 1915年）
- 1985年 - マステン・グレゴリー（英語版）、レーシングドライバー（* 1932年）
- 1986年 - ヴャチェスラフ・モロトフ、政治家、ソビエト連邦外務人民委員（* 1890年）
- 1986年 - 竹内俊吉、政治家、実業家、文人、元青森県知事、元青森放送社長（* 1900年）
- 1986年 - 倉石忠雄、政治家、第38代法務大臣、第37-38・41・45代農林大臣、第11・15代労働大臣（* 1900年）
- 1991年 - シャーロット・モーマン、チェリスト、パフォーマンス・アーティスト（* 1933年）
- 1992年 - フェリックス・・シュニーデル（英語版）、弁護士、外交官、元ユニセフ会長（* 1910年）
- 1992年 - キース・ブロークマン（英語版）、スピードスケート選手（* 1927年）
- 1996年 - 朝田静夫、官僚、実業家、元運輸事務次官、元日本航空社長（* 1911年）
- 1996年 - 小沼丹、小説家、英文学者（* 1918年）
- 1997年 - 難波田龍起、洋画家（* 1905年）
- 1997年 - ラム・チェンイン、俳優、スタントマン（* 1952年）
- 1998年 - ジャン・マレー、俳優（* 1913年）
- 1999年 - レオン・シュトゥケリ（英語版）、体操選手、1924年パリ五輪・1928年アムステルダム五輪金メダリスト（* 1898年）
- 1999年 - 鶴田欣也、日本文学研究者（* 1932年）
- 2000年 - 向坂松彦、アナウンサー（* 1933年）
- 2001年 - 横山隆一、漫画家、アニメーション作家（* 1909年）
- 2001年 - 大出俊、政治家、第59代郵政大臣（* 1922年）
- 2001年 - 青木宥明、プロ野球選手（* 1937年）
- 2004年 - チャンドラー・ハーパー（英語版）、プロゴルファー（* 1914年）
- 2004年 - 利光松男、実業家、元日本航空株式会社社長（* 1923年）
- 2005年 - 安部浩平、実業家、元中部電力会長（* 1923年）
- 2005年 - 坂井俊行[10]、スピードスケート指導者（* 1942年）
- 2005年 - 桂吉朝、落語家（* 1954年）
- 2006年 - 渡辺洋三、法学者、東京大学名誉教授（* 1921年）
- 2006年 - 柳田聖山、中国禅宗史研究者、元花園大学国際禅学研究所長（* 1922年）
- 2006年 - 金杉明信、実業家、元日本電気（NEC）社長（* 1944年）
- 2006年 - ベイジル・ポールドゥリス、作曲家（* 1945年）
- 2007年 - 津田文吾、政治家、第6-7代神奈川県知事、元テレビ神奈川会長（* 1918年）
- 2007年 - 星野芳郎、技術評論家（* 1922年）
- 2007年 - 濱尾文郎、司教、カトリック教会枢機卿（* 1930年）
- 2007年 - 石野見幸、ジャズ歌手（* 1972年）
- 2008年 - 相馬雪香、社会活動家、NPO法人難民を助ける会会長（* 1912年）
- 2008年 - 荒松雄、歴史学者、東京大学名誉教授、恵泉女学園大学名誉教授（* 1921年）
- 2009年 - ヴィタリー・ギンツブルク、物理学者、ノーベル物理学賞受賞者（* 1916年）
- 2009年 - 栃内一彦、官僚、実業家、第10代海上保安庁長官、元日本航空開発（現・オークラニッコーホテルマネジメント）社長（* 1914年）
- 2010年 - 松下寛治[11]、実業家、元グローリー工業（現グローリー）社長（* 1923年）
- 2010年 - ジョー樋口、元プロレスラー、元NWA公認レフェリー（* 1928年）
- 2010年 - 内藤孝敏[12]、作曲家、音楽監督（* 1932年）
- 2011年 - ワレンチン・イワノフ、サッカー選手、指導者（* 1934年）
- 2011年 - リッキー・ホイ、俳優（* 1946年）
- 2011年 - 大島敏、歯科医、実業家、アール・ディー・シー・がってん寿司創業者（* 1950年）
- 2011年 - ヘヴィ・D、ラッパー、俳優（* 1967年）
- 2012年 - ルシール・ブリス、俳優、声優（* 1916年）
- 2012年 - リー・マクフェイル、第5代アメリカンリーグ会長、アメリカ野球殿堂（* 1917年）
- 2012年 - ピート・ナムルック、音楽家、レコードレーベルFAX+49-69/450464代表（* 1960年）
- 2013年 - 狩野陽、心理学者、北海道大学名誉教授、札幌学院大学名誉教授（* 1927年）
- 2013年 - 島倉千代子、歌手（* 1938年）
- 2015年 - 梶原しげよ、詩人（* 1920年）
- 2015年 - 梅本茂夫、実業家、元富士紡ホールディングス社長（* 1942年）
- 2016年 - ラウール・クタール、撮影監督、映画監督（* 1924年）
- 2016年 - 樫村千秋、政治家、元茨城県日立市長（* 1944年）
- 2017年 - 笠原伸夫、文芸評論家、日本大学名誉教授（* 1932年）
- 2017年 - 趙鼎権、詩人（* 1949年）
- 2017年 - パドルズ、ニュージーランドのファースト・キャット、同国首相ジャシンダ・アーダーンの飼い猫（* 2016年）
- 2018年 - デニス・ロング、社会学者、ニューヨーク大学社会学部名誉教授（* 1923年）
- 2019年 - 廣川洋一、哲学者、筑波大学名誉教授（* 1935年）
- 2020年 - 森田清、実業家、元第一製薬社長・第一三共会長（* 1939年）
- 2020年 - アレックス・トレベック、クイズ番組司会者（* 1940年）
- 2021年 - 住田健二[13]、原子力工学者、大阪大学名誉教授（* 1930年）
- 2021年 - 細木数子、宗教家、占い師（* 1938年）
- 2021年 - マッハ隼人、元覆面プロレスラー（* 1951年）
- 2021年 - 菅沼孝三、ドラマー、ミュージシャン（* 1959年）
- 2021年 - メディナ・ディクソン、元バスケットボール選手（* 1962年）
- 2021年 - ペドロ・フェリシアーノ、元プロ野球選手（* 1976年）
- 2022年 - 村上芳正、装丁家、画家（* 1922年）
- 2022年 - モーリス・カルノー、物理学者、数学者（* 1924年）
- 2022年 - エヴェリン・ロバート・ド・ロスチャイルド、銀行家、実業家、元N・M・ロスチャイルド&サンズ頭取（* 1931年）
- 2022年 - 柴田光蔵、ローマ法学者、京都大学名誉教授（* 1937年）
- 2022年 - ジョージ・ヤング、元陸上競技選手（* 1937年）
- 2022年 - 大橋建一、政治家、第16-18代和歌山市長（* 1946年）
- 2022年 - ヴィクトル・チェルケソフ、シロヴィキ、政治家、元ロシア北西連邦管区大統領全権代表（* 1950年）
- 2023年 - 田淵義久、実業家、第7代野村證券社長（* 1932年）
- 2023年 - 松井範雄、俳優、声優（* 1951年）
- 2024年 - 中本弘、政治家（* 1931年）
- 2024年 - 岡宏、作曲家、指揮者（* 1941年）
- 2024年 - マーティ・キーナート、スポーツライター、評論家、初代東北楽天ゴールデンイーグルスGM（* 1946年）
- 2024年 - アントニオ・デ・オルレアンス＝ブラガンサ、画家、ブラジル旧皇帝家ブラガンサ王朝子孫（* 1950年）

## 記念日・年中行事
- レポーターの日( 中華人民共和国)
- 立冬（ 日本、2007年・2011年・2015年・2019年）
二十四節気の一つ。太陽黄経が225度のときで、初めて冬の気配が現れてくる日
- 火焚祭（ 日本）
京都の11月は多くの神社やお寺で「お火焚（ひたき）」の神事が行われていることから「火のお祭り月」とも呼ばれている[14]。なかでも全国に3万社ほどある稲荷神社の総本宮「伏見稲荷大社」の「火焚祭」は最大規模を誇る。火焚祭は、祭神・稲荷大神へ秋の豊穣を感謝する神事で、全国から奉納された十数万本もの火焚串が焚き上げられる。夕刻、本殿前では篝火のもと「御神楽の人長舞」が奏される[15]。
- ボイラーデー（ 日本）
日本ボイラ協会が制定。刀鍛冶が旧暦11月8日に鍛冶場の鞴の火の神を祀る「鞴祭」を行っていたことにちなみ[14]、1936年にボイラ協会の前身である汽缶協会が「汽缶祭」として制定した。1949年にボイラーデーに改称した。
- 信楽たぬきの日（ 日本）
商売繁盛の縁起物、信楽焼の狸の置物の産地、滋賀県甲賀市信楽町の観光協会が定めた記念日。全国各地の店先で、日頃立ちっ放しで頑張っている狸たちに感謝しようと設けられ、「いい月」の語呂から「11月」、信楽狸の置物に備わる八つの縁起物の八相縁起から8日とした。
- 刃物の日（ 日本）
岐阜県関市の岐阜県関刃物産業連合会の提案により制定。「いい(11)刃(8)」の語呂合せ。刃物に感謝する日として関市では刃物供養が行なわれる。
- いい歯の日（ 日本）
1993年に日本歯科医師会が制定。「いい(11)は(8)」の語呂合せ[16]。
- いい歯ならびの日（ 日本）
日本矯正歯科学会が2005年に制定。「いい(11)は(8)ならび」の語呂合せ。
- 梱包の日（ 日本）
日本梱包工業組合連合会が2009年に制定。「いい(11)パック(8)」の語呂合わせ。
- 八ヶ岳の日（ 日本）
118（いいやつ）の語呂合わせから、「八ヶ岳の日制定準備委員会」が制定。
- 世界都市計画の日
アルゼンチンの都市計画家・都市計画学者・カルロス・パオレーラが、世界都市計画機構設立の理想を掲げて1949年に提唱。日本では都市計画協会が1965年から日本集会を開いて公演など行っている。
- レントゲンの日（ 日本）
1895年のこの日にドイツの物理学者ヴィルヘルム・レントゲンがX線を発見したことから[17]
- 遺伝性乳がん卵巣がん(HBOC) を考える日（ 日本）
ミリアド・ジェネティクス合同会社が、乳がんなどの発症リスクが高まる体質「遺伝性乳がん卵巣がん (HBOC: エイチビーオーシー)」のことをより多くの人に知っていただき、また、がんの早期発見につながることを願って制定。日付は11を両親の姿に、8を両親から受け継いだ遺伝子に見立てた[18]。